# Paranisopodus acutus
Paranisopodus acutus es una especie de escarabajo longicornio del género Paranisopodus, tribu Acanthocinini, orden Coleoptera. Fue descrita científicamente por Thomson en 1865.
El período de vuelo ocurre durante el mes de agosto.

## Descripción
Mide 10 milímetros de longitud.

## Distribución
Se distribuye por Brasil y Ecuador.